# H2Lo
H2Lo — третій студійний альбом співачки LOBODA, прем'єра якого відбулась 24 березня 2017 року.

## Опис
Співачка представила альбом на концерті у київському Палаці спорту. Робота над новим матеріалом тривала протягом п'яти років. Стилістика треків — поєднання електро та сінті-попа із впровадженням рокових настроїв і гітарних рифів.
H2LO складається з 17 треків, 8 з яких були видані раніше. Разом з новими роботами в LP увійшли пісні: «К чёрту любовь», «Твои глаза», «Пора домой», «Текила-любовь».

## Список композицій
| #   | Назва                               | Тривалість |
| --- | ----------------------------------- | ---------- |
| 1.  | «Intro»                             | --         |
| 2.  | «Твои глаза»                        | 3:50       |
| 3.  | «Случайная»                         | 3:53       |
| 4.  | «Стерва»                            | --         |
| 5.  | «К чёрту любовь»                    | 3:31       |
| 6.  | «Жарко» (спільно з MONATIK)         | --         |
| 7.  | «Убей меня»                         | --         |
| 8.  | «Не нужна»                          | --         |
| 9.  | «Невеста»                           | --         |
| 10. | «Чуть-чуть»                         | --         |
| 11. | «Танцую волосами»                   | --         |
| 12. | «Одной масти»                       | --         |
| 13. | «Париж»                             | --         |
| 14. | «Текила-любовь»                     | 4:14       |
| 15. | «К чёрту любовь (Kiriyakidi Remix)» | --         |
| 16. | «К чёрту любовь (Hardy Boy Remix)»  | --         |
| 17. | «Пора домой (DJ Antonio Remix)»     | --         |